# Plants of the World Online
Plants of the World Online — онлайн база даних, започаткована Королівським ботанічним садом в Кью у березні 2017 року. База даних містить інформацію про класифікацію (родина, рід, вид, підвидові таксони), характеристики певних видів і вищих таксонів, поширення, синонімію, ілюстрації, та ін. про насіннєві рослини світу. Початкова увага була зосереджена на тропічній африканській флорі, зокрема на флорі Замбезі, флорі Західної Тропічної Африки та флорі Тропічної Східної Африки. База даних містить 1 192 000 глобальних назв рослин, 98 200 описів, 247 500 зображень. 
Обмеженням є те, що дані надходять із різних джерел, що мають як монографічний, так і регіональний характер. Ці джерела даних різняться за ступенем включення всебічної синонімії, стадією розвитку та ступенем їхньої експертизи. Однак, POWO — це динамічний ресурс, і вміст додається постійно. Таксономічні рішення приймаються з рецензованих, підготовлених, авторитетних джерел, де це можливо, але не у всіх випадках. Тому POWO слід розглядати як дорадчий ресурс. Для окремих регіонів або таксонів можуть бути інші, більш авторитетні списки.